# Savannosiphon euryphyllus
Savannosiphon es un género monotípico de plantas perennes y bulbosas de la Familia Iridaceae oriundo de regiones tropicales de África central: Zaire, Tanzania, Zambia, Malaui y el norte de Mozambique. El género consiste en una sola especie, Savannosiphon euryphyllus, previamente incluida en Lapeirousia. Es un género afín a Lapeirousia, Thereianthus y Micranthus y se incluye, junto con esos taxa, en la tribu Watsonieae.

## Descripción
Presenta sólo unas pocas hojas y flores dispuestas en espigas 2-6 floras. Las flores son hermafroditas, con 6 tépalos unidos en un tubo perigonial largo y cilíndrico. Las flores se hallan protegidas por brácteas largas y herbáceas que envuelven parcialmente al tubo del perigonio. 

## Taxonomía
Savannosiphon euryphylla fue descrita por (Harms) Goldblatt & Marais y publicado en Annals of the Missouri Botanical Garden 66: 849. 1979[1980].
Sinonimia
Los siguientes nombres son sinónimos de Savannosiphon euryphyllus: 
- Acidanthera euryphylla (Harms) Diels.,
- Lapeirousia euryphylla Harms,
- Lapeirousia euryphylla Harms var. minor Geerinck.[2]